# Zătreni
Zătreni é uma comuna romena localizada no distrito de Vâlcea, na região de Oltênia. A comuna possui uma área de 78.93 km² e sua população era de 2696 habitantes segundo o censo de 2007.